# Ба, Ибраима
Ибраима Сори Ба (фр. Ibrahima Sory Bah; род. 1 января 1999, Сангареди, Боке) — гвинейский и бельгийский футболист, нападающий клуба «Ф91 Дюделанж». Выступал в национальной сборной Гвинеи.

## Карьера

### Начало карьеры
Воспитанник футбольного льежского «Стандарда». Дебютировал за клуб 4 февраля 2017 года в матче против «Кортрейка», выйдя на замену на 72 минуте. В июне 2017 года футболист перешёл в бельгийский клуб «Остенде», в котором стал выступать за молодёжную команду. Свой дебютный и единственный матч за клуб футболист сыграл 11 марта 2018 года против льежского «Стандарда», выйдя на поле на 82 минуте. В августе 2018 года футболист на правах арендного соглашения перешёл в бельгийский клуб РВДМ47, вместе с которым стал выступать в Первом любительском дивизионе.

### «Юнион»
В ноябре 2019 года футболист перешёл в бельгийский клуб «Юнион». Дебютировал за клуб 1 февраля 2020 года в матче против клуба «Ауд-Хеверле Лёвен», выйдя на поле на 62 минуте, также отличившись своим дебютным забитым голом. По итогу сезона футболист вместе с клубом стал бронзовым призёром Челленджер Про Лиги, отличившись 2 забитыми голами. На протяжении следующего сезона футболист провёл за клуб всего лишь 3 матча во всех турнирах, отличившись единственным забитым голом и став победителем Челленджер Про Лиги.

### «Райо Кантабрия»
В августе 2021 года футболист перешёл в испанский клуб «Райо Кантабрия». Дебютировал за клуб 16 октября 2021 года в матче против клуба «Пенья Спорт», выйдя на замену на 58 минуте. Первым результативным действием за клуб футболист отличился 24 октября 2021 года в матче против клуба «Кайон», отдав голевую передачу. На протяжении сезона футболист оставался в клубе игроком замены, отличившись 2 результативными передачами. По итогу сезона футболист завершил чемпионат на итоговом четвёртом месте. По окончании сезона футболист покинул клуб.

### «Рупель Бом»
В марте 2023 года футболист перешёл в бельгийский клуб «Рупель Бом». Дебютировал за клуб 18 марта 2023 года в матче против клуба «Нинове», выйдя на поле в стартовом составе. В следующем матче 25 марта 2023 года против клуба «Олимпик» отличился дебютным забитым голом. В матче 20 мая 2023 года против клуба «Хейст» футболист отличился забитым дублем. На протяжении всего сезона футболист был в клубе одним из ключевых игроков, отличившись своими 3 забитыми голами, однако занял итоговое предпоследнее место в чемпионате и вылетел во Второй любительский дивизион.

### «Тес Спорт»
В сентябре 2023 года футболист на правах свободного агента перешёл в бельгийский клуб «Тес Спорт». Дебютировал за клуб 16 сентября 2023 года в матче против клуба «Дессель Спорт», выйдя на замену на 55 минуте. Дебютный гол за клуб футболист забил 25 ноября 2023 года в матче против клуба «Кнокке». На протяжении первой половины сезона футболист выступал в клубе в роли одного из основных игроков клуба, отличившись своим единственным забитым голом. В январе 2024 года футболист официально покинул бельгийский клуб. В январе 2023 года футболист отправился на просмотр в белорусский чемпионат в минское «Динамо». В феврале 2024 года футболист находился в распоряжении солигорского «Шахтёра», однако спустя несколько дней покинул клуб.

### «Ф91 Дюделанж»
В июле 2024 года футболист на правах свободного агента присоединился к люксембургскому клубу «Ф91 Дюделанж», подписав однолетний контракт. В июле 2024 года футболист в составе клуба отправился на квалификационные матчи Лиги конференций УЕФА. Дебютировал за клуб футболист 18 июля 2024 года в матче против андоррского «Атлетика», выйдя на поле в стартовом составе. Дебютный матч в люксембургском чемпионате футболист сыграл 4 августа 2024 года против клуба «Беттамбур», выйдя на поле в стартовом составе и забив дебютный гол.

## Международная карьера
Выступал в юношеских бельгийских сборных. В октябре 2020 года футболист получил вызов в национальную сборную Гвинеи. Дебютировал за сборную 10 октября 2020 года в товарищеском матче против сборной Кабо-Верде.

## Достижения
«Юнион»
- Победитель Челленджер Про Лиги: 2020/21